# 박세영 (축구 선수)
박세영(1989년 10월 3일 ~ )은 대한민국의 축구 선수이다. 포지션은 공격수이다.